# Dongying (Stadtbezirk)
Der Stadtbezirk Dongying (chinesisch 东营区, Pinyin Dōngyíng Qū) ist ein Stadtbezirk der bezirksfreien Stadt Dongying in der ostchinesischen Provinz Shandong. Der Stadtbezirk Dongying hat eine Fläche von 1.156 km² und 756.676 Einwohner (Stand: Zensus 2010).